# Antidot
Antidot est un éditeur de logiciels spécialisé dans les solutions de recherche et d'accès à l'information.

## Historique de l'entreprise
Créée en 1999 à Lyon dans l'optique d'offrir un moteur de recherche généraliste, l'entreprise a presque fait faillite lors de l’éclatement de la bulle internet en 2001. Elle a alors bénéficié du soutien d'investisseurs locaux et a recentré ses activités sur les moteurs de recherche destinés aux entreprises.
Son produit principal est l'Antidot Finder Suite, une solution destinée à aider les entreprises à gérer une grande quantité d'informations.
L'entreprise a reçu la qualification d'« entreprise innovante » de l'Agence nationale de valorisation de la recherche en 2003 et la distinction de « Gazelle du logiciel » décernée par le Ministère des Petites et Moyennes Entreprises et de l'Artisanat. Elle a ouvert des locaux à Paris en 2010.
L'entreprise est caractérisée par son dynamisme qui lui a par exemple permis de lever des fonds importants en comparaison à sa petite taille. Son président, Fabrice Lacroix, a ainsi été interviewé à plusieurs reprises pour son expertise sur la technologie, sur la situation du marché des solutions d'entreprises ou sur les stratégies de son entreprise. 
En 2014, Antidot, Dataveyes et la Cité des sciences et de l'industrie ont été conjointement récompensées d'un « Data Intelligence Award » pour une application présentant sous une forme très innovante l'actualité des jeux vidéo.
Depuis 2014 Antidot développe Fluid Topics : la solution logicielle la plus avancée de diffusion de la documentation produit (documentation technique, documentation logicielle …). Et pour accompagner le développement de cette nouvelle offre, Antidot lève 5,5 millions d'euros en décembre 2018.